# Teatines de la Immaculada Concepció
Les Religioses Teatines de la Immaculada Concepció o Germanes Teatines de la Immaculada Concepció de Maria Verge formen un institut religiós femení de dret pontifici, concretament una congregació religiosa. Les germanes, conegudes com a teatines, posposen al seu nom les sigles R.R.T.T.

## Història

### Orígens
L'institut parteix de dues congregacions fundades a Nàpols per Orsola Benincasa (1547-1618): després d'un retir eremítics al Castel Sant'Elmo, fou rebuda pel papa Gregori XIII el 3 de maig de 1582: Benincasa li revelà que Déu li havia dit que l'Església havia d'ésser totalment reformada. Després d'examinar la dona, es demostrà que tenia intencions honrades i rebé l'autorització per erigir una nova família religiosa.
Orsola Benincasa tornà a Nàpols el 1583 i fundà, al Castel Sant'Elmo, la congregació de les Oblates de la Santíssima Concepció de Maria, congregació religiosa de vots simples, amb germanes dedicades a la vida activa, imitant Santa Marta de Betània, concretament a l'educació de la joventut.
El 2 de febrer del 1617, després d'una altra visió del Nen Jesús, que se li aparegué als braços de la Mare de Déu, va fundar un nou institut, ara de vida contemplativa i monges de vots solemnes, imitant la vida de Santa Maria Magdalena: fou l'orde religiós de les Eremites de la Immaculada Concepció de Maria Verge, de monges de clausura dedicades a la pregària contemplativa i al suport espiritual de la tasca de les Oblates, amb una regla d'austeritat extrema. Tot i haver estat aprovades, el primer monestir no començà les obres de construcció fins al juny de 1633 i s'acabà en 1667.
Les constitucions dels dos instituts foren aprovades per Gregori XV el 7 d'abril de 1623 i confirmades per Climent IX (1667-1669); el 1633 Urbà VIII, responent la demanda que havia fet la fundadora en morir, va posar els dos instituts sota el govern i direcció espiritual dels Clergues Regulars Teatins. Llavors els dos instituts formaren un de sol, amb branca activa i contemplativa, anomenat de les Germanes Teatines de la Immaculada Concepció.

### Declivi i extinció
Les teatines van tenir una difusió ràpida, obrint convents a Cremona, Ferrara, Parma, Monreale, Palerm, principalment al sud d'Itàlia, i fora d'Itàlia. Al segle xix, la supressió dels ordes va comportar el declivi de l'orde, tn els seves dues branques, que es van anar extingint lentament. Les últimes comunitats en funcionament foren les de San Gaetano de Monreale i la de San Giuliano de Palerm (aquesta fins al 1924), totes dues a Sicília. La casa d'oblates de Nàpols, suprimida en 1861 però mantinguda exclusivament com a insitut educatiu, però no religiós, va anar decaient a mesura que les germanes morien i no podien entrar-ne de noves: l'última oblata teatina de Nàpols va morir el 1938.

## Religioses Teatines
El 1865 el sacerdot Giuseppe Paladino va organitzar una comunitat de joves palermitanes a la parròquia de San Gregorio de Boccadifalco i els va donar l'hàbit de les Oblates Teatines de Nàpols. En 1875 va obtenir l'autorització del prepòsit general dels Teatins perquè seguissin la regla del monestir de Monges Teatines de San Giuliano de Palerm. Les constitucions pròpies de la nova comunitat d'oblates, similars a la regla de les Oblates Teatines de Nàpols, foren aprovades pel cardenal Michelangelo Celesia el 1888 i el 7 d'agost de 1904 el prepòsit general Francesco di Paola Ragonesi va afiliar-la a l'orde teatí. S'establía a Villa Nave el 1904 i, en passar a vincular-se als teatins, les religioses adoptaren el nom de Religioses Teatines de la Immaculada Concepció.
La Santa Seu n'aprova les constitucions el 1936i les confirma el 1947. El 7 d'octubre de 1948 s'uneix a la congregació la de les Filles de la Mare de Déu de la Providència, fundada a Felanitx (Mallorca)e el 27 de desembre del 1891 per Miquel Sureda i Lulle i Maria de la Providència Escalas i Obrador.

## Activitat i difusió
Les religioses es dediquen a l'educació i la instrucció cristianes de nens i joves, i a l'evangelització en terres de missió. De fa poc temps, també fan assistència als malalts i als discapacitats.
Des d'Itàlia i Espanya les teatines s'han estès a Puerto Rico, Mèxic, Benín, Brasil i Estats Units, amb seu general a Roma.
En acabar 2005, la congregació tenia 219 religioses en 35 cases.